# Konrad von Busch

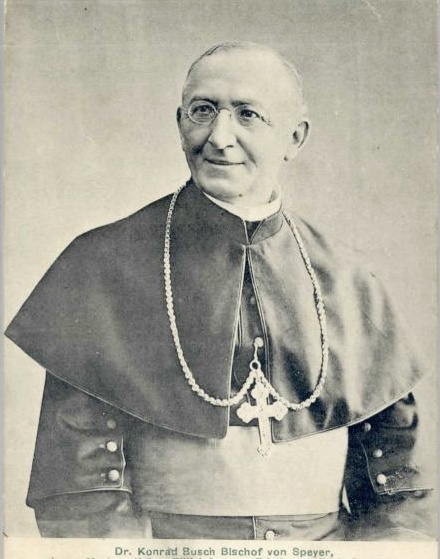
Bischof Konrad von Busch

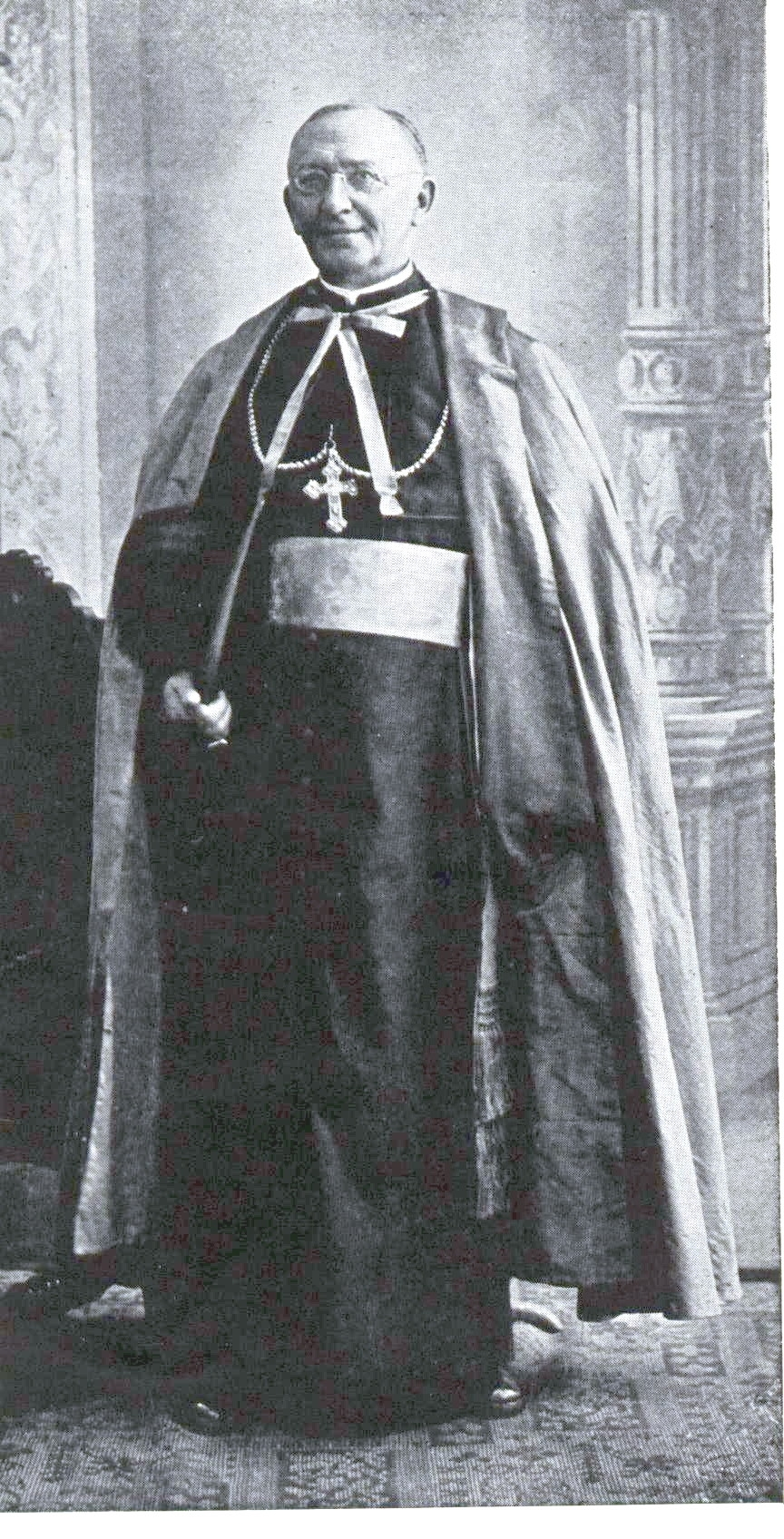
Bischof Konrad von Busch

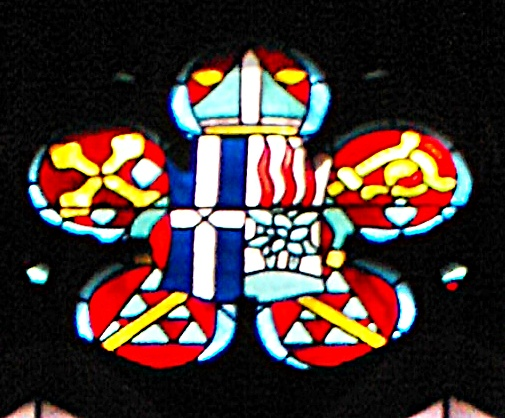
Wappenfenster des Bischofs, im Chor der Stiftskirche Neustadt an der Weinstraße. (Links das blaue Bistumswappen mit weißem Kreuz, rechts ein brennender Dornbusch)

Konrad von Busch (* 30. August 1847 in Billigheim; † 9. September 1910 in Speyer) war von 1905 bis 1910 Bischof der römisch-katholischen Diözese Speyer.

## Biografie
Konrad Busch wurde als Sohn des Kaufmanns und späteren Buchhalters Ludwig Busch und der Elisabeth geb. Klein aus Winzeln bei Pirmasens geboren. Der Großvater Busch stammte aus Alzey und war praktischer Arzt in Annweiler. Dorthin zogen die Eltern schließlich um, später wohnte die Familie in Zweibrücken.
Der Junge besuchte zunächst die Lateinschule in Annweiler dann als Zögling des bischöflichen Konvikts St. Joseph in Speyer das dortige staatliche Gymnasium. Er studierte ab 1867 am Lyzeum in Speyer Philosophie, danach Theologie in München. Hier besuchte er unter anderem die Vorlesungen von Professor Daniel Bonifaz von Haneberg, seinem späteren Bischof.
Im Kriegsjahr 1870 erhielt er vom Münchner Erzbischof Anton von Steichele die niederen Weihen einschließlich des Subdiakonats. Am 13. August 1871 empfing er von Bischof Wilhelm Emmanuel von Ketteler in Mainz die Priesterweihe, da der Speyerer Bischof Konrad Reither gerade gestorben war. Zunächst wirkte Busch als Domkaplan in Speyer und arbeitete als Repetent am Priesterseminar sowie als Religionslehrer an der Lehrerbildungsanstalt.
Als im Sommer 1873 die Cholera in Speyer wütete und viele Todesopfer zu beklagen waren, pflegte Bischof Haneberg täglich mit seinem Sekretär Domvikar Peter Schwarz, mit Dompfarrer Dietrich Becker sowie den Domkaplänen Konrad Busch und Friedrich Molz trotz höchsten Ansteckungsrisikos persönlich die Kranken in den Wohnungen und Spitälern.
1879 wurde Busch Pfarrer von Annweiler, 1882 versetzte man ihn nach Landau. Am 30. Mai 1889 ernannte ihn Prinzregent Luitpold von Bayern zum Domkapitular. Gleichzeitig fungierte er als Dompfarrer. 1895 avancierte Busch zum Domdekan, Pönitentiar und Offizial.
Dem verstorbenen Bischof Joseph Georg von Ehrler hielt er 1905 die Trauerpredigt im Dom.
Konrad Busch wurde am 21. März 1905 von Prinzregent Luitpold zum Bischof von Speyer ernannt. Die Bischofsweihe spendete ihm nach der Bestätigung der Wahl durch den Papst am 16. Juli 1905 in Speyer der Bamberger Erzbischof Friedrich Philipp von Abert. In diesem Jahr wurde er auch in den Adelsstand erhoben.
Bischof Busch war historisch sehr interessiert und Mitglied des Historischen Vereins der Pfalz, der ihm bei seinem Tode auch eine Kurzbiografie widmete. Von 1902 bis kurz vor seinem Tode fungierte der Prälat als zweiter Vorsitzender. Er verfasste mehrere wissenschaftliche Abhandlungen zur Diözesangeschichte, unter anderem die Chorregel und das Seelbuch des Speyerer Domes.
Sein Domdekan Franz Bettinger wurde 1909 zum Erzbischof von München-Freising ernannt. Die letzte Feierlichkeit, an der Franziskus Bettinger vor seiner Übersiedlung nach München noch in der Heimat teilnahm, waren am 1. August 1909 Priesterweihen im Speyerer Dom. Jakob Bisson schildert 1956 in seinem Buch 7 Speyerer Bischöfe und ihre Zeit eine Begebenheit, die er dabei selbst erlebt habe. Als der Speyerer Bischof Konrad von Busch bereits vorübergezogen war, folgte ihm das Domkapitel mit Domdekan Bettinger – zwar schon zum Erzbischof ernannt, aber noch nicht konsekriert. Als die hünenhafte Gestalt Bettingers sichtbar wurde, hörte Jakob Bisson neben sich einen Mann in breitestem Pfälzisch zu seinem Sprössling sagen: „Der wo jetzt kummt, is höcher wie de Bischof!“
In seinem letzten Lebensjahr war von Busch schwer krank und konnte seine Amtspflichten nicht mehr wahrnehmen. 1909 hatte er noch eine Romreise unternommen, ab dem 8. Dezember 1909, dem Tag seiner Rückkehr, kränkelte er. In der Ordinariatssitzung vom 21. Februar 1910 erlitt er einen Schlaganfall, wankte noch nach Hause und war von da an bettlägerig. Seine linke Körperseite blieb gelähmt. Er starb am Freitag, den 9. September 1910 früh um 6.30 Uhr in Speyer. Von Busch wurde am 14. September im Speyerer Dom beigesetzt, in Anwesenheit von Erzbischof Franz Bettinger aus München sowie der Bischöfe Ferdinand von Schlör, Würzburg, Johannes Leo von Mergel, Eichstätt, und Willibrord Benzler, Metz.

## Grabinschrift
Auf seiner Grabplatte im Speyerer Dom vor dem Königschor war einst folgende Inschrift zu lesen:

„Conradus de Busch epps. spirensis. nat. XXX. augusti MDCCCXXXVII ob. IX. septembr. MDCCCCX
Pax vobis. Beati pacifici. R.I.P.“

„Konrad von Busch, Bischof von Speyer, geboren am 30. August 1847, gestorben am 9. September 1910.
Friede sei mit euch. Selig sind die Friedfertigen. Er ruhe in Frieden.“

## Besonderes
Im Pfälzischen Weinort Burrweiler gibt es die Weinlage „Bischofskreuz“, die nach einem Wetterkreuz benannt ist, das Bischof Konrad von Busch 1909 dort persönlich weihte.
Das rechte Chorfenster der Stiftskirche (Neustadt an der Weinstraße) trägt im Oberteil ein farbiges Glaswappen des Speyerer Bischofs Konrad von Busch, unter dem die damalige Restaurierung des Gotteshauses stattfand.